# Phytocoris puella
Phytocoris puella är en insektsart som beskrevs av Reuter 1876. Phytocoris puella ingår i släktet Phytocoris och familjen ängsskinnbaggar. Inga underarter finns listade i Catalogue of Life.